# Lageunabhängiger Torpedo

Laufschema eines Lageunabhängigen Torpedos

Der Lageunabhängige Torpedo (Abkürzung: LUT) war eine Torpedo-Entwicklung der Kriegsmarine im Zweiten Weltkrieg.
Während bereits der Flächen-Absuch-Torpedo eine mechanisch programmierbare Lenkung enthielt, stellte der LUT eine Weiterführung dieses Konzepts dar, indem er ein zweites Gyroskop erhielt. Dadurch entfiel die Notwendigkeit, den Torpedo immer im rechten Winkel zur späteren Suchschleife abzuschießen. Der LUT war dahingehend lageunabhängig, dass er vor dem Ausstoß auf einen festgelegten Kurs eingestellt werden konnte und diesen anschließend selbst ansteuerte. Zuvor wurden Torpedos lediglich gyroskopisch auf den Zielkurs gesteuert, was Ungenauigkeiten mit sich brachte.
Auf diese Weise konnte der Torpedo theoretisch sogar aus den Bugrohren abgeschossen werden und dennoch Ziele hinter dem abschießenden U-Boot ansteuern.
LUT-Versionen wurden aus den gängigen deutschen Torpedotypen G7a und G7e entwickelt. Sie standen ab Anfang 1944 zur Verfügung. Spätere Torpedoentwicklungen waren ebenfalls als LUT-Versionen geplant, auch Kombinationen aus LUT-Technik und FAT- oder Akustik-Lenkung (vgl. Zaunkönig-Torpedo) wurden projektiert.